# Street Fighter III
Street Fighter III (ストリートファイターⅢ?, Sutorīto Faitā Surī) è un picchiaduro prodotto dalla Capcom, pubblicato nella sua prima versione (Street Fighter III: New Generation) su hardware CPS-3 (Capcom Play System) nel 1997.
È stato sequel del celebre Street Fighter II, distribuito sei anni prima. Il gioco fu lanciato per la nuova scheda arcade CPS-3, incrementando i frame alle animazioni dei personaggi, rendendoli tali da non sfigurare nei confronti di quelle in motion-capture.
Nel 2018 tutte le versioni arcade di Street Fighter III vengono incluse nella Street Fighter 30th Anniversary Collection per PlayStation 4, Xbox One, Microsoft Windows e Nintendo Switch.

## Edizioni
Esistono tre differenti edizioni di Street Fighter III:
1. Street Fighter III - New Generation (1997), la prima versione, Capcom dà un taglio netto al passato, appaiono solo due personaggi della serie, Ken e Ryu.
2. Street Fighter III: 2nd Impact - Giant Attack (1998), pubblicata alcuni mesi più tardi, introduce tre nuovi personaggi (Hugo, Urien e il classico Akuma) e aggiorna le meccaniche di gioco.
3. Street Fighter III: 3rd Strike - Fight for the Future (1999), pubblicata due anni più tardi, aggiunge cinque nuovi personaggi (Makoto, Q, Remy, Twelve e la classica Chun Li), le musiche vengono ricomposte e arrangiate, gli sfondi vengono totalmente ritratteggiati e la giocabilità subisce molte variazioni. Nel 2004 è stato pubblicato per PlayStation 2 e la prima Xbox.[1][2]

### Altre versioni
Street Fighter III: Double Impact (1999) è stato pubblicato per console Sega Dreamcast, contenente SFIII: New Generation e SFIII: 2nd Impact. In questa versione Gill e Shin Akuma sono giocabili. Lo stesso gioco in Giappone viene nominato Street Fighter III: W Impact.
Street Fighter III: 3rd Strike Online Edition (2011) versione rimasterizzata in HD per Xbox 360 e PlayStation 3, con modalità online, nuovi arrangiamenti musicali e un nuovo artwork da Stanley "Artgerm" Lau.
Vedi anche Arcade Mode: Street Fighter III in Street Fighter V

## Modalità di gioco
In Street Fighter III è stato implementato il sistema di difesa "Parry", ovvero una parata improvvisa dell'attacco avversario, avvantaggiando il difensore di un tempo di recupero eccellente, con conseguente possibilità di contrattacco immediato.
Il parry è una tecnica difficile da eseguire, bisognosa di tempismo e prontezza, spesso fondamentale per la vittoria o la sconfitta.
A differenza del sistema "Just Defense" apportato in Garou: Mark of the Wolves, dove era consentito poter compiere parry solo per un breve intervallo, in Street Fighter III le parry sono effettuabili liberamente.
I programmatori Capcom, notando che questo stile cambiava radicalmente il gameplay, hanno deciso di rimuovere la "parata aerea", per rendere il gioco più appetibile e non troppo complesso.
Per le barre "Super!", capaci di far compiere un attacco erculeo e letale, si è inquadrato l'analogo metodo in Street Fighter Alpha: sarà possibile eseguire una Super! non appena l'apposita barra si riempie.
Altra novità nel gameplay sono le "E.X. Move!", versioni potenziate di una mossa speciale, sferzabili al prezzo di una o due tacche del Meter.
A ritornare sono anche le Taunt, ovvero prese in giro nei confronti dell'avversario, disponibili però solo in Street Fighter III: 2nd Impact — Giant Attack e Street Fighter III: 3rd Strike — Fight for the Future. Se eseguite completamente, le Taunt donano benefici ai personaggi.

## Personaggi
| Street Fighter III | New Generation                                               |            |                      |
| Street Fighter III | 2nd Impact – Giant Attack                                    |            |                      |
| Street Fighter III | 3rd Strike – Fight for the Future                            |            |                      |
| Nuovi              | Alex Dudley Elena Ibuki Necro Oro Sean Matsuda Yang Yun Gill | Hugo Urien | Makoto Q Remy Twelve |
| Classici           | Ken Ryu                                                      | Akuma      | Chun-Li              |

### Presenti in tutte le versioni
Dieci i personaggi selezionabili; otto sono new entry di questa serie.
- Alex: un wrestler che possiede numerose prese ed attacchi ad alto danno. Lo scompensa una notevole lentezza.
- Necro:  un uomo di origine russa sottoposto ad esperimenti genetici; è in grado di allungare i suoi arti e di produrre scosse elettriche.
- Dudley: pugile gentiluomo che lancia rose per schernire gli avversari. Vuole recuperare la Jaguar del padre, rubata dall'organizzazione di Gill.
- Yun: un ragazzo dei quartieri bassi di Hong Kong che vuole testare le sue capacità; veloce ma molto debole fisicamente.
- Yang: fratello minore di Yun, ne condivide alcune mosse.
- Ibuki: giovane Kunoichi; le piacciono molto i gelati ed è in missione per rubare un misterioso file all'organizzazione di Gill. È il personaggio più veloce di tutto il gioco, ma anche il più debole.
- Elena: Principessa di una tribù keniota, decisa a migliorarsi grazie ad una laurea che sta conseguendo in Giappone, dove ha conosciuto un'amica di penna. Combatte usando la capoeira, uno stile che mescola insieme danza e lotta. Personaggio equilibrato.
- Sean: Fratello minore di Laura, vivace e spensierato, è un fan di Ken e fa di tutto per mettersi in mostra davanti al suo "sensei".
- Oro: maestro di arti psicofisiche, medita costantemente sulle montagne brasiliane. Passa la maggior parte del tempo in riposo e meditazione, ma la sua abilità in combattimento è micidiale: è uno dei personaggi più forti.
- Gill: il boss finale; i suoi attacchi sono continui, velocissimi, letali e per la maggior parte assolutamente imparabili o quasi. Benché cattivo del gioco, le sue non sono intenzioni malvagie: vorrebbe rendere il mondo un posto migliore donando a tutti il suo stesso potere, consistente nell'ottenere la potenza dei due antipodi naturali: fuoco e ghiaccio.

Personaggi classici della serie rimangono: Ken, Ryu.

### Presenti da 2nd Impact
Da questa edizione fa ingresso ufficiale la serie Final Fight come crossover nella serie principale di S.F.
- Akuma: in continuo allenamento intensivo, Akuma, in sotterfugio, cerca di avvicinarsi a Gill per poterlo annichilire definitivamente. Dal 3rd Strike in poi disporrà del Kongou Kokuretsu Zan, letale energia emanata da una scarica di potere proveniente dal terreno, originata dalla sua mano
- Hugo: gigantesco e nerboruto campione di lotta libera, supportato dalla sua manager, Poison, Hugo partecipa al torneo Street Fighter per affrontare e sgominare tutti gli avversari. Questo personaggio è la rielaborazione di Andore, uno dei cattivi comuni in Final Fight (come Poison stessa).
- Urien: Urien è il fratello di Gill: combatte per sovrastare il fratello ma per scopi puramente personali e di potere. La sua move list è un depotenziamento e variazione di quella di Gill, quest'ultimo inutilizzabile nel gioco eccetto che non si usino trucchi.
- Shin Akuma: è il Perfect Boss, Il giocatore non deve perdere un round e accumulare almeno tre perfect.

### Presenti da 3rd Strike
- Chun-Li
- Makoto: una karateka giapponese molto abile, con uno stile concentrato sulla forza fisica. Originale la super che la manda in berserk, rendendola ancora più distruttiva.
- Q: non si sa nulla di lui. Indossa sempre una maschera di ferro e non parla: mugola. Le sue tecniche di combattimento si basano sul caricare fisicamente l'avversario.
- Remy: un giovane francese dai lunghi capelli celesti. Il suo stile di combattimento copia molto quello del tenente Guile di Street Fighter II.
- Twelve: È un esperimento umanoide, il risultato finale del "G-Project" di Gill, è un essere dalla pelle bianca capace di mutare forma nel personaggio contro cui combatte, copiandone le mosse per un breve periodo.

## Serie
Segue in ordine cronologico, diversi lottatori nativi della serie SFIII ritornano giocabili in successivi videogiochi, Hugo & Poison provengono dalla serie Final Fight ma qui Hugo è per la prima volta nella serie Street Fighter un personaggio giocabile, e viene associato a Poison.

### Ultra Street Fighter IV
Personaggi giocabili: Dudley, Ibuki, Makoto, Elena, Hugo e i fratelli Yun & Yang Lee
- Poison (apparsa ma non giocabile in SFIII, manager e amica di Hugo)

### Street Fighter V
È presente una modalità arcade prequel del titolo Street Fighter III con tanto di selezione dei personaggi e con il logo originale New Generation, include i seguenti lottatori:
- Akuma, Alex, Chun-Li, Gill, Ibuki, Ken, Oro, Poison, Ryu, Urien.

- Kolin (apparsa ma non giocabile in SFIII come assistente di Gill)
- Laura (sorella maggiore di Sean Matsuda)

Nel gioco Street Fighter V è anche presente Q come costume del nuovo lottatore G, e Eleven, precursore di Twelve ma non giocabili nella versione SFIII arcade mode.

### Crossover
Capcom Fighting Evolution, personaggi giocabili: Alex, Yun, Urien.
Street Fighter × Tekken, personaggi giocabili: Ibuki, Elena, Dudley, Hugo & Poison.